# Rymdkapsel
Rymdkapsel est un jeu vidéo de stratégie en temps réel développé et édité par Grapefrukt, sorti à partir de 2013 sur Windows, Mac, Linux, iOS, Android et PlayStation Vita.

## Système de jeu

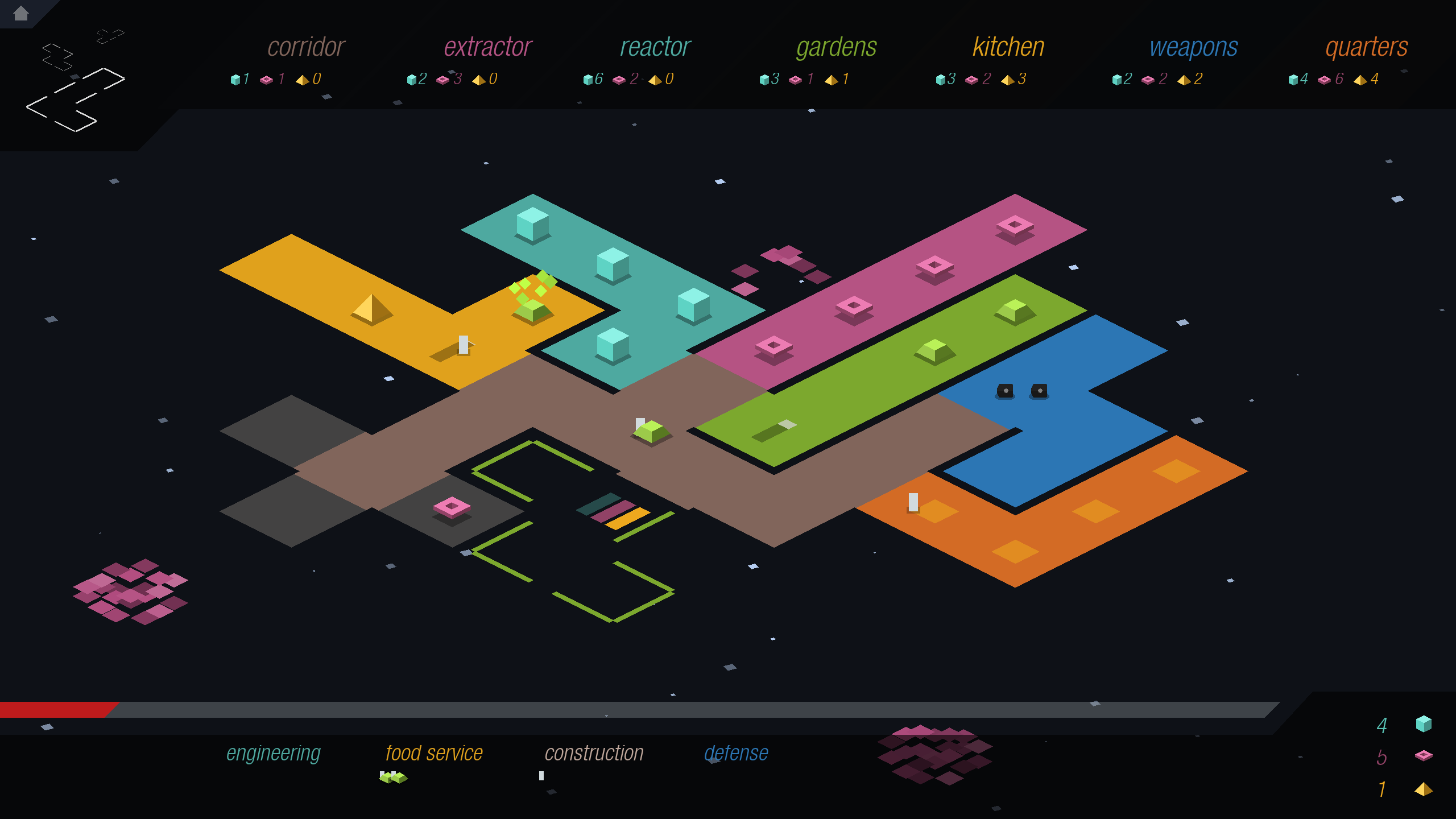
Capture d'écran du jeu

Dans un monde graphiquement minimaliste, le joueur construit une station spatiale en utilisant des pièces en forme de tétromino tout en gérant des ressources et des sbires, en se défendant contre des attaques et en étendant la base vers quatre monolithes situés sur les côtés du niveau.

## Récompenses
Rymdkapsel a reçu une mention honorable dans la catégorie Excellence en Design lors de l'Independent Games Festival 2013.